# Artocarpus nobilis
Artocarpus nobilis là một tree species thuộc họ Moraceae. Đây là loài đặc hữu của Sri Lanka.
A. nobilis contains flavonoids, xanthones in its root bark, geranylated phenolic compounds in its fruits, geranyl chalcones in its leaves và pyranodihydrobenzoxanthones isolated from the bark.